# (474640) Alicanto
(474640) 2004 VN112 (cuya designación provisional es 2004 VN112) es un objeto alejado perteneciente al sistema solar (debido a que su perihelio es mayor de 40 UA). Nunca se pone más cerca de 47 UA del Sol (cerca del borde exterior del cinturón de Kuiper) a un promedio de más de 300 UA del Sol. Se sugiere que la causa de su gran excentricidad se debe fue dispersado por la gravedad y enviado su órbita actual. Como todos los objetos separados, fuera de la influencia gravitacional de Neptuno, la forma en que llegó a tener esta órbita aún no puede ser explicada.

## Descubrimiento, órbita y propiedades físicas
(474640) 2004 VN112 fue descubierto por el relevamiento de datos de supernovas ESSENCE el 6 de noviembre de 2004 observando con el 4 m Telescopio Blanco del Observatorio Interamericano Cerro Tololo.
Su órbita está caracterizada por tener alta excentricidad (0,850), una moderada inclinación (25,58°) y un semieje mayor de 316 UA.  Luego de su descubrimiento, ha sido clasificado como objeto transneptuniano. 
Su órbita ha sido determinada el 11 de enero de 2017 la descripción de su trayectoria está basada en 34 observaciones de arco durante 5821 días. 
(474640) 2004 VN112 Tiene una magnitud absoluta de 6,5 lo que hace prever un diámetro característico de 130 a 300 km asumiendo un albedo entre 0.25 y 0.05.
El sitio web de Michael E. Brown lo lista como un planeta enano de diámetro 314 km (195 millas) basado en un albedo supuesto de 0,04. 
Se espera que el albedo sea bajo porque el objeto tiene un color azul (neutro). Aun así, si el albedo es más alto, el objeto podría tener fácilmente la mitad de esta medida.
2004 VN112 fue observado por el Telescopio espacial Hubble en noviembre de 2008 y no se le hallaron compañeros. Logró alcanzar el perihelio (la aproximación más cercana al Sol) en 2009, y actualmente se encuentra a 47.7 UA del Sol. Estará en la constelación de Cetus hasta 2019 y en  Oposición a principio de noviembre.
La órbita de 2004 VN112  es similar a la de 2013 RF98, lo que indica que ambos pueden haber sido lanzados a la órbita por la misma entidad, o que pueden haber sido el mismo objeto (simple o binaria) en algún punto.
El espectro visible es muy diferente de la de (90377) Sedna. El valor de su pendiente espectral sugiere que la superficie de este objeto puede tener hielos de metano puro (como en el caso de Plutón ) y carbonos altamente procesados, incluyendo algunos silicatos amorfos. Su gráfica espectral es parecida a la de 2013 RF98.

## Hipótesis de pertinencia al Planeta Nueve
Este planeta menor es uno de los numerosos objetos descubiertos en el Sistema Solar que tienen el semieje mayor mayor de 150 UA, y el perihelio más allá de Neptuno, y tiene el argumento de perihelio de 340 ± 55 °.  De estos ocho solitarios incluyendo 2004 VN112, tienen perihelios más allá de la influencia real de Neptuno.

## Comparación

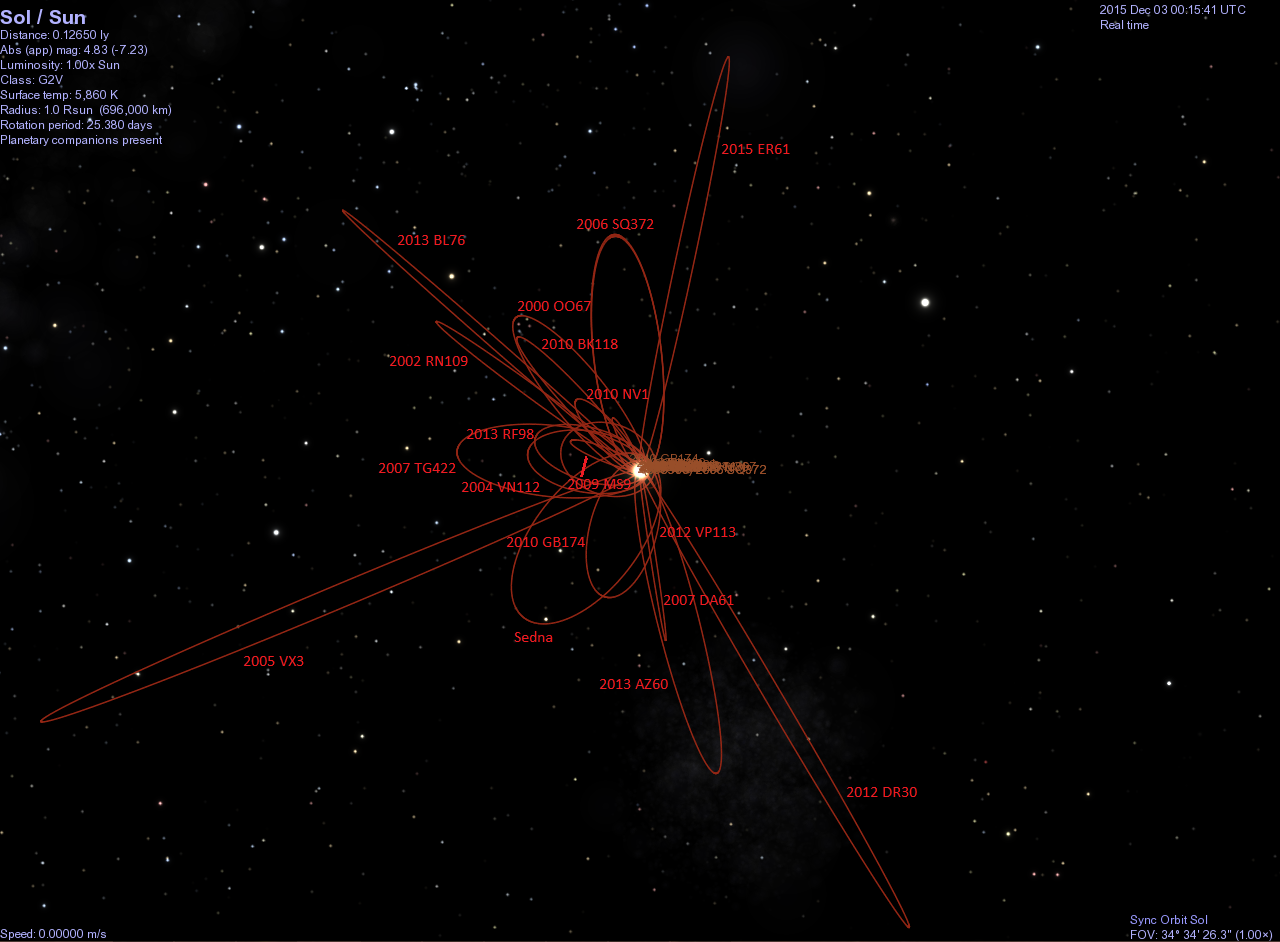
Comparación con la órbita de Sedna un algunos otros cuerpos en órbitas muy distantes. Incluyendo 90377 Sedna, 2015 DB216, (87269) 2000 OO67, 2004 VN_{112}, 2005 VX3, (308933) 2006 SQ372,, 2007 DA61, (418993) 2009 MS9, 2010 GB174, (336756) 2010 NV1 2010 BK118 2012 DR.30, 2012 VP113 de 2013 BL76 de 2013 AZ60, 2013 RF98 2015 ER61